# Републикански път II-37
Републикански път II-37 е второкласен път, част от републиканската пътна мрежа на България, преминаващ по територията на Софийска, Пазарджишка и Смолянска област. Дължината му е 225,6 km, която го прави най-дългият второкласен път в България.
Пътят се отклонява наляво при 171,7 km на Републикански път I-3 в село Джурово и се насочва на юг, нагоре по долината на река Малки Искър. Минава през селата Малки Искър и Лъга и достига до град Етрополе. Минава през центъра на града и продължава нагоре по долината на река Малки Искър. В изворните и части преодолява Стара планина през Златишкия проход (1365 м н.в.) и с множество завои и голям наклон слиза в село Църквище и навлиза в Златишко-Пирдопската котловина. Пресича от север на юг котловината като минава през центъра на град Златица, преминава и над река Тополница и започва изкачване по северния склон на Същинска Средна гора. При село Панагюрски колонии преодолява планината и след 15 km достига центъра на град Панагюрище. Излиза от града и поема на юг покрай десния бряг на река Панагюрска Луда Яна, като преминава през селата Бъта и Попинци. След това през селата Левски и Сбор преодолява крайните южни ридове на Същинска Средна гора и навлиза в западната част на Горнотракийската низина. Тук преминава през село Гелеменово, пресича автомагистрала „Тракия“ при нейния 90 km и достига до град Пазарджик. Преминава през западната част на града, пресича река Марица и село Главиница и навлиза в Западните Родопи. Преминава през село Радилово и по източните склонове на рида Къркария достига центъра на град Пещера. След града Републикански път II-37 продължава нагоре по каньоновидната долина на Стара река, преминава през центъра на град Батак и достига до югоизточната част на язовир „Батак“. Оттук пътят завива на юг и започва дълго и продължително изкачване по северния склон на Баташка планина. Преодолява планината в района на седловината Картала и слиза в местността „Беглика“, като последователно преминава покрай язовирите „Беглика“, „Голям Беглик“ и „Широка поляна“ през Доспатския проход (1600 м н.в.). След язовир „Широка поляна“ пътят преодолява Велийшко-Виденишкия дял на Западните Родопи, слиза в долината на река Доспат и покрай източния бряг на язовир „Доспат“ достига до центъра на град Доспат. Преминава през града, продължава в южна посока по долината на река Доспат и след 6 km завършва в центъра на село Барутин.
От Републикански път II-37 наляво и надясно се отклоняват 7 третокласни пътя от Републиканската пътна мрежа, в т.ч. 3 пътя с трицифрени номера и 4 – с четирицифрени.
Пътища с трицифрени номера:
- при 148,2 km, в северната част на град Пещера – наляво Републикански път III-375 (40,6 km) до град Пловдив;
- при 150,2 km, в центъра на град Пещера – наляво Републикански път III-377 (43,9 km) до 162,2 km на Републикански път III-37;
- при 168,4 km, западно от град Батак – надясно Републикански път III-376 (17,5 km) до 29,4 km на Републикански път II-84.

Пътища с четирицифрени номера:
- при 20,7 km, в град Етрополе – наляво Републикански път III-3701 (34,5 km) през селата Рибарица, Ямна и Черни Вит до квартал „Полатен“ на град Тетевен при 61,6 km на Републикански път III-358;
- при 129 km, в северната част на град Пазарджик – наляво Републикански път III-3703 (9,8 km) през село Добровница до 6,0 km на Републикански път III-8003;
- при 129,9 km, в западната част на град Пазарджик – надясно Републикански път III-3704 (36,7 km) през село Бошуля и град Ветрен до 55,9 km на автомагистрала „Тракия“;
- при 138,2 km, южно от село Алеко Константиново – надясно Републикански път III-3706 (15,5 km) през селата Дебръщица, Црънча и Паталеница до село Ветрен дол при 8,9 km на Републикански път II-84.

| Пътища, отклоняващи се надясно (населено място, № на пътя, посока на пътя) | км    | Пътища, отклоняващи се наляво (посока на пътя, № на пътя, населено място) |
| -------------------------------------------------------------------------- | ----- | ------------------------------------------------------------------------- |
| Община Правец, Софийска област, I-3, 171,7 km, с. Джурово ←                | 0,0   | ← с. Джурово, 171,7 km, I-3, Софийска област, Община Правец               |
| Община Етрополе                                                            | 3,2   | Община Етрополе                                                           |
| с. Малки Искър                                                             | 5,2   | → с. Малки Искър, общински път (за с. Брусен)                             |
| с. Малки Искър                                                             | 5,6   | → с. Малки Искър, общински път (за с. Лопян)                              |
| с. Лъга                                                                    | 14,6  | → с. Лъга                                                                 |
| (от 191,0 km на I-3) III-3009, 12,5 km →                                   | 17,5  |                                                                           |
| (за с. Горунака) общински път, гр. Етрополе ←                              | 19    | гр. Етрополе                                                              |
| гр. Етрополе                                                               | 20,7  | → гр. Етрополе, 0,0 km, III-3701 (до гр. Тетевен)                         |
| (за с. Бойковец) общински път, гр. Етрополе ←                              | 23,4  | гр. Етрополе                                                              |
| Община Златица, Златишки проход                                            | 36,8  | Златишки проход, Община Златица                                           |
| (за с. Челопеч) общински път, с. Църквище ←                                | 48,4  | с. Църквище                                                               |
| (от ГКПП Гюешево) I-6, 202,9 km, гр. Златица →                             | 51,4  | → гр. Златица, 202,9 km, I-6 (до гр. Бургас)                              |
| (за с. Карлиево) общински път ←                                            | 54,8  |                                                                           |
|                                                                            | 56,4  | → общински път (за гр. Пирдоп)                                            |
| Община Панагюрище, Област Пазарджик                                        | 64,1  | Област Пазарджик, Община Панагюрище                                       |
| с. Панагюрски колонии                                                      | 73,8  | → с. Панагюрски колонии                                                   |
| (от с. Вакарел) III-801, 51,2 km, гр. Панагюрище →                         | 89,0  | → гр. Панагюрище, 51,2 km, III-801 (до гр. Стрелча)                       |
| (за с. Баня) общински път ←                                                | 94,2  |                                                                           |
| с. Бъта                                                                    | 96,2  | → с. Бъта                                                                 |
| с. Попинци                                                                 | 103,4 | → с. Попинци                                                              |
|                                                                            | 103,8 | → общински път (за с. Свобода)                                            |
|                                                                            | 106,4 | → общински път (за с. Свобода)                                            |
| (за с. Елшица) общински път, с. Левски ←                                   | 110,2 | с. Левски                                                                 |
| (за с. Елшица) общински път, с. Левски ←                                   | 111,2 | → с. Левски, общински път (за с. Цар Асен)                                |
| Община Пазарджик                                                           | 112,7 | Община Пазарджик                                                          |
|                                                                            | 113,2 | → общински път (за с. Сбор)                                               |
|                                                                            | 115,1 | → общински път (за с. Сбор)                                               |
| (за с. Априлци) общински път ←                                             | 117   |                                                                           |
| с. Гелеменово                                                              | 121,6 | → с. Гелеменово                                                           |
| автомагистрала „Тракия“, 90 km →                                           | 122,6 | → 90 km, автомагистрала „Тракия“                                          |
|                                                                            | 123,2 | → общински път (за с. Сарая)                                              |
| (за с. Драгор) общински път ←                                              | 126,2 | → общински път (за с. Ивайло)                                             |
| (от 132,6 km на I-8) III-803, 54,7 km →                                    | 126,8 |                                                                           |
| гр. Пазарджик                                                              | 128,5 | → гр. Пазарджик, общински път (за с. Ивайло)                              |
| гр. Пазарджик                                                              | 129,0 | → гр. Пазарджик, 0,0 km, III-3703 (до 6,0 km на III-8003)                 |
| (до 37,7 km на автомагистрала „Тракия“) III-3704, 0,0 km, гр. Пазарджик ←  | 129,9 | гр. Пазарджик                                                             |
| (от ГКПП Калотина) I-8, 191,4 km, гр. Пазарджик →                          | 131,5 | → гр. Пазарджик, 191,4 km, I-8 (до ГКПП Капитан Андреево - Капъкуле)      |
| (за с. Алеко Константиново) общински път, с. Главиница ←                   | 134,3 | с. Главиница                                                              |
| (за с. Алеко Константиново) общински път ←                                 | 137,4 | → общински път (за с. Капитан Димитриево)                                 |
| (до с. Ветрен дол) III-3706, 0,0 km ←                                      | 138,2 |                                                                           |
| Община Пещера                                                              | 140,2 | Община Пещера                                                             |
| с. Радилово                                                                | 144,3 | → с. Радилово, общински път (за с. Капитан Димитриево)                    |
| гр. Пещера                                                                 | 148,2 | → гр. Пещера, 0,0 km, III-375 (до гр. Пловдив)                            |
| гр. Пещера                                                                 | 150,2 | → гр. Пещера, 0,0 km, III-377 (до 162,2 km на Републикански път II-37)    |
| Община Батак                                                               | 158,2 | Община Батак                                                              |
|                                                                            | 162,2 | ← 43,9 km, III-377 (от гр. Пещера)                                        |
| гр. Батак                                                                  | 165,3 | гр. Батак                                                                 |
| (до 29,4 km на II-84) III-376, 0,0 km ←                                    | 168,4 |                                                                           |
| Община Доспат, Област Смолян                                               | 204   | Област Смолян, Община Доспат                                              |
| (от гр. Велинград) III-843, 60,9 km →                                      | 207,3 |                                                                           |
| (от гр. Гоце Делчев) III-197, 50,8 km, гр. Доспат →                        | 218,9 | → гр. Доспат, 50,8 km, III-197 (до гр. Девин)                             |
| с. Барутин                                                                 | 225,6 | → с. Барутин, общински път (за с. Чавдар)                                 |